# Bataille d'Almenar
Guerre de Succession d'Espagne
Batailles
Campagnes de Flandre et du Rhin
- Landau (1702)
- Friedlingen (1702)
- Kehl (1703)
- Ekeren (1703)
- Höchstädt (1703)
- Spire (1703)
- Schellenberg (Donauworth) (1704)
- Blenheim (1704)
- Landau (1704)
- Vieux-Brisach (1704)
- Eliksem (1705)
- Ramillies (1706)
- Stollhofen (1707)
- Cap Béveziers (1707)
- Cap Lizard (1707)
- Audenarde (1708)
- Wynendaele (1708)
- Lille (1708)
- Gand (1708)
- Malplaquet (1709)
- Douai (1710)
- Bouchain (1711)
- Denain (1712)
- Bouchain (1712)
- Douai (1712)
- Landau (1713)
- Fribourg (1713)

Campagnes d'Italie
- Carpi (1701)
- Chiari (1701)
- Crémone (1702)
- Luzzara (1702)
- Verceil (1704)
- Cassano (1705)
- Nice (1705-1706)
- Calcinato (1706)
- Turin (1706)
- Castiglione (1706)
- Toulon (1707)
- Gaeta (1707)
- Cesana (1708)
- Syracuse (1710)

Campagnes d'Espagne et de Portugal
- Cadix (1702)
- Vigo (navale 1702)
- Cap de la Roque (1703)
- Gibraltar (août 1704)
- Ceuta (1704) (es)
- Málaga (1704)
- Gibraltar (1704-1705)
- Marbella (1705)
- Montjuïc (1705)
- Barcelone (1705)
- Badajoz (1705)
- Barcelone (1706)
- Murcie (1706) (es)
- El Albujón (1706) (es)
- Santa Cruz de Ténérife (1706) (en)
- Almansa (1707)
- Xàtiva (1707)
- Ciudad Rodrigo (1707) (en)
- Lérida (1707)
- Tortosa (1708)
- Minorque (1708)
- Gudiña (1709)
- Almenar (1710)
- Saragosse (1710)
- Brihuega (1710)
- Villaviciosa (1710)
- Barcelone (1713-1714)

Campagnes de Hongrie
- Saint-Gotthard (1703) (en)
- Biskupice (1704) (en)
- Smolenice (1704) (en)
- Koroncó (1704) (en)
- Zsibó (1705) (en)
- Saint-Gotthard (1705) (en)
- Trenčín (1708) (en)

Antilles et Amérique du sud
- Santa Marta (1702)
- Guadeloupe (1703)
- Nassau (1703)
- Colonia del Sacramento (1704)
- Carthagène (1708)
- Rio (1710)
- Carthagène (1711)
- Rio (1711)
- Cassard (1712)

La bataille d'Almenar est un épisode de la guerre de Succession d'Espagne qui eut lieu le 27 juillet 1710. Elle opposa les troupes de Philippe V à celles de l'archiduc Charles. Les armées de Philippe V, vaincues, durent évacuer la Catalogne et se replier sur l'Èbre.

## Contexte
Au printemps 1710, l'armée espagnole, franchissant la Sègre le 15 mars, envahit la Catalogne depuis l'Aragon. Le 3 mai, Philippe V rallia son armée et en prit la tête.
De son côté, l'armée des Impériaux fut rejointe par l'archiduc Charles en juin. Le mois suivant, le général Guido Starhemberg reçut des renforts ce qui le détermina à attaquer les envahisseurs. Il franchit la Noguera et prit position sur les hauteurs d'Almenar, un bourg de Catalogne à 14 km au nord-ouest de Lérida.
Lord Stanhope, à la tête du corps expéditionnaire anglais, franchit à son tour la Sègre à Balaguer (au nord de Lerida) et progressa vers le pont d'Alfarràs (ca), qu'il franchit avec ses troupes le 27 juillet.

## La bataille
Le marquis de Villadarias, commandant l'armée espagnole, déclencha l'assaut par une charge de cavalerie qui fut d'abord couronnée de succès, mais se dispersa en une futile poursuite de fuyards.
L'infanterie anglaise attaqua alors le flanc gauche espagnol qui prit la fuite, et emporta même la seconde ligne ennemie.
Puis les Autrichiens attaquèrent et détruisirent le flanc droit, où Philippe V manqua de perdre la vie, et dut s'enfuir.

## Conséquences
Les troupes espagnoles durent évacuer la Catalogne. Villadarias fut relevé du commandement et remplacé par le marquis de Bay, qui se replia avec les bataillons espagnols restants et marcha vers sur l'Èbre, en direction de Saragosse.